# Oliver Zaugg
Oliver Zaugg (* 9. Mai 1981 in Lachen) ist ein ehemaliger Schweizer Radrennfahrer.

## Karriere
Oliver Zaugg begann seine Profikarriere 2004 bei dem spanischen Radsportteam Saunier Duval-Prodir. Bei der Vuelta a España 2007 und 2008 klassierte er sich als Mitglied des deutschen Teams Gerolsteiner im 15. bzw. 11. Endrang.
Den grössten Sieg seiner Laufbahn feierte Zaugg 2011 für die Luxemburger Mannschaft Leopard Trek beim «Monument des Radsports» Lombardei-Rundfahrt, nachdem er sich an der letzten Steigung von der Gruppe der Favoriten abgesetzt hatte. Im November desselben Jahres wurde er zum Schweizer «Radsportler des Jahres» gewählt.
Nach der Lombardei-Rundfahrt 2016 beendete Zaugg seine Radsport-Laufbahn, nachdem auch für sein Team IAM Cycling das Ende angekündigt worden war.

## Erfolge
2010
- Mannschaftszeitfahren Settimana Internazionale

2011
- Mannschaftszeitfahren Vuelta a España
- Lombardei-Rundfahrt

## Grand-Tour-Platzierungen
| Grand Tour            | 2004 | 2005 | 2006 | 2007 | 2008 | 2009 | 2010 | 2011 | 2012 | 2013 | 2014 | 2015 | 2016 |
| --------------------- | ---- | ---- | ---- | ---- | ---- | ---- | ---- | ---- | ---- | ---- | ---- | ---- | ---- |
| Giro d’ItaliaGiro     | 47   | DNF  | –    | DNF  | –    | –    | –    | –    | 56   | –    | –    | –    | –    |
| Tour de FranceTour    | –    | –    | –    | –    | –    | –    | –    | –    | –    | –    | –    | –    | –    |
| Vuelta a EspañaVuelta | –    | –    | –    | 15   | 11   | 70   | 51   | DNF  | –    | 37   | 23   | –    | –    |